# Chirocephalus ponticus
Chirocephalus ponticus är en kräftdjursart som beskrevs av Beladjal och Mertens 1997. Chirocephalus ponticus ingår i släktet Chirocephalus och familjen Chirocephalidae. Inga underarter finns listade i Catalogue of Life.